# Артуро Бойоккі
Артуро Бойоккі (італ. Arturo Boiocchi, 7 жовтня 1888, Мілан — 1964, Кормано) — італійський футболіст, що грав на позиції нападника за клуби «УС Міланезе» та «Саронно», а також національну збірну Італії.
По завершенні ігрової кар'єри — тренер.

## Клубна кар'єра
У дорослому футболі дебютував 1905 року виступами за команду «УС Міланезе», в якій провів дев'ять сезонів, взявши участь у 137 матчах чемпіонату.  У складі «УС Міланезе» був одним з головних бомбардирів команди, маючи середню результативність на рівні 0,36 гола за гру першості.
1914 року перейшов до команди «Саронно», за яку грав і після відновлення футбольних змагань в Італії по завершенні Першої світової війни.
Завершував ігрову кар'єру в «УС Міланезе», до якої повернувся 1924 року і за яку відіграв ще два сезони.

## Виступи за збірну
15 травня 1910 року був включений до складу національної збірної Італії на її перший в історії офіційний матч — товариську гру проти збірної Франції, в якій італійці перемогли з рахунком 6:2.
За 11 днів відіграв у другому матчі за національну команду, в якому вона поступилася з рахунком 1:6 збірній Угорщини, що відповідно стало першою поразкою в історії італійської футбольної збірної. Загалом протягом 5 років провів у її формі 6 матчів, забивши 2 голи.

## Кар'єра тренера
Розпочав тренерську кар'єру, повернувшись до футболу після невеликої перерви, 1930 року, очоливши тренерський штаб клубу «Галларатезе», з командою якого працював протягом одного сезону.
Помер 1964 року в місті Кормано.
| Дата      | Місто        | Господарі | Результат | Гості     | Турнір           | Голи | Примітки                               |
| --------- | ------------ | --------- | --------- | --------- | ---------------- | ---- | -------------------------------------- |
| 15-5-1910 | Мілан        | Італія    | 6 – 2     | Франція   | товариський матч | -    | Перша гра в історії збірної Італії     |
| 26-5-1910 | Будапешт     | Угорщина  | 6 – 1     | Італія    | товариський матч | -    | Перша поразка в історії збірної Італії |
| 9-4-1911  | Сент-Уан     | Франція   | 2 – 2     | Італія    | товариський матч | 1    |                                        |
| 7-5-1911  | Мілан        | Італія    | 2 – 2     | Швейцарія | товариський матч | 1    |                                        |
| 21-5-1911 | Ла-Шо-де-Фон | Швейцарія | 3 – 0     | Італія    | товариський матч | -    |                                        |
| 11-1-1914 | Мілан        | Італія    | 0 – 0     | Австрія   | товариський матч | -    |                                        |
| Усього    |              | Матчів    | 6         |           | Голів            | 2    |                                        |